# تامارا ریلوا
تامارا ریلوا (روسی: Тамара Николаевна Рылова؛ ۱ اکتبر ۱۹۳۱ – ۱ فوریهٔ ۲۰۲۱) اسکیت‌باز سرعت اهل روسیه بود.